# マンドラ

マンドラ

マンドラはマンドリン属の弦楽器で、マンドリンよりも一回り大きい。マンドラ・テノーレとやや小さいマンドラ・コントラルトがある。
両方とも弦は4セット8弦であり、マンドラ・テノーレはマンドリンよりも丁度1オクターブ低いG-D-A-E。マンドラ・コントラルトはヴィオラと同じくマンドリンより五度低いC-G-D-A。音色は豊かで丸みを帯びたものであり、音域は人間の声域に大体相当する。
通常、マンドラといえば祖国イタリア、フランス、ドイツ、日本などではマンドラ・テノーレ、米国などではマンドラ・コントラルトのことを意味する（英語の"Tenor Mandola"はマンドラ・コントラルトを意味するので注意が必要。マンドラ・テノーレのことは"Octave Mandolin"という）。
マンドラ・テノーレの楽譜はト音記号で書かれているが、実際に出る音は示されている音よりも1オクターブ低い。マンドラ・コントラルトはビオラ同様ハ音記号（アルト譜表）で書かれるが、マンドリン奏者が持ち替えて演奏しやすいように5度移調してト音記号を用いることもある。
マンドリンオーケストラでは主に中音域を担当し、主旋律、副旋律、伴奏と幅広く活躍する。
他のマンドリン属の楽器にはマンドリン、マンドロンチェロ、マンドローネなどがある。